# La taglia è tua... l'uomo l'ammazzo io!
La taglia è tua... l'uomo l'ammazzo io! è un film del 1969 diretto da Edoardo Mulargia.
È stato mostrato come parte di una retrospettiva sugli spaghetti Western alla 64ª Mostra Internazionale del Cinema di Venezia.

## Trama
El Puro, un pistolero alcolizzato su cui pende una taglia di diecimila dollari, trova rifugio in casa della ballerina di un saloon, Rosie. Cinque uomini lo tallonano per ucciderlo, ma i killer uccidono Rosie, e El Puro trova un modo di vendicarla.